# 埃塞俄比亞航空961號班機空難
埃塞俄比亞航空961號班機（ET961），是埃塞俄比亞航空由亞的斯亞貝巴經內羅畢、布拉柴維爾、拉各斯飛往阿比讓的一班定期航班。1996年11月23日，該班機在阿迪斯阿貝巴博樂國際機場和內羅畢喬莫·肯雅塔國際機場之間被三名尋求政治庇護的埃塞俄比亞人劫机，在接近科摩羅的印度洋因燃料耗盡墜毀，機上175名乘客和機組人員中, 有125人死亡。如不計九一一襲擊事件中的地面死亡人數，該事件為涉及波音767-200客機的第二嚴重事故，僅次於2002年發生在韓國的中国国际航空129号班机空难。該事件在九一一襲擊事件前也是致死人數最多的劫機事件。

## 航機資料

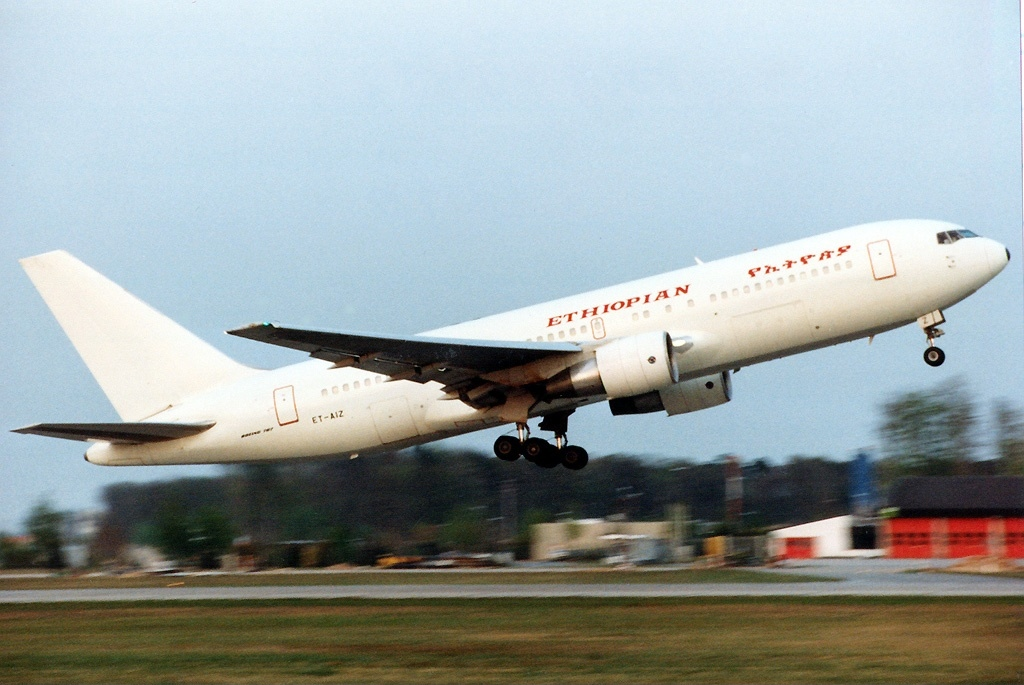
涉事客機型號，攝於1993年

出事的客機為波音767-260ER型。註冊編號ET-AIZ，生產序列號23916，於1987年9月17日首飛，同年10月22日交付埃塞俄比亞航空。該機裝有兩台普惠JT9D-7R4E引擎，曾於1989年2月執行行政專機任務，接載出席昭和天皇葬禮的埃塞俄比亞代表赴東京，後又於1991年5月至1992年2月間租予坦桑尼亞航空。事發時，該機的機齡為9年。
事發當天的ET961號班機由機長勒爾·阿巴特（時年42歲）駕駛，其飛行時數逾11,500小時，這次事故前，经历过两次劫机。副機長為尤納斯·麥庫里亞 （時年34歲），飛行時數逾6,500小時。

## 劫機
當航機航行至肯尼亞境內時，三名埃塞俄比亞人闖入駕駛艙劫持客機。根據AirDisaster.com的特別報告，「其中一人在走廊上宣讀了一些不明的字句，兩名同伴緊隨其後。」該報告又指這男士是年輕人（約20多歲左右）、無經驗、心理有缺陷和像喝醉了酒。
該男子宣稱持有炸彈，威脅要炸毀客機，用廣播系統指自己是反埃塞俄比亞政府的人士，正尋求政治庇護，最近才從監獄中釋放。調查當局後來指出該「炸彈」其實是一瓶未開蓋的酒。
劫機者闖入駕駛艙後先把副駕駛打傷，然後要求把飛機開到澳洲，機長則曾嘗試向劫機者解釋因為燃料不夠，飛機會在中途墜毀，但劫機者顯然並不相信。機長曾與航空管制中心聯絡，航管人員亦曾嘗試告訴劫機者飛機會在海上墜毀，但劫機者拒絕談判。所以機長沒有向澳洲飞行，只是一直沿非洲的海岸線飞行。不過，劫機者發覺飛機並非在大海上，外面仍然可以看見陸地，於是他們迫令飞行员向東飞行。飞行员之后向位於馬達加斯加和非洲大陸中間的科摩羅島飞行。

## 墜毀
當飛機靠近科摩羅島時，飛機接近耗盡所有燃料，但這時劫機者依然沒有理會機長的警告。在無可選擇的情況下，機長決定在附近地區盤旋，希望能在島上的主要機場降落。當飛機耗盡所有燃料時，兩個引擎都先後停止運作，機組人員使用冲压空气涡轮（英語：Ram Air Turbine，縮寫：RAT）產生的電力來維持飛機最基本的運作。不過在這個模式下，一些液壓系統（例如襟翼）就不能運作，令客機以時速超過320公里（175海里／200哩）降落。
機師嘗試在大科摩羅島機場降落，但和劫機者的打鬥令機師在最後關頭分心，失去了方向感，令他不能向機場航行。後來機長決定在接近首都莫羅尼，離Le Galawa海灘500米的海上進行水中著陸，左邊的引擎入水後撞到礁石，使機翼斷裂，隨後機身也斷成三截解體。島上的居民和遊客，包括一班潛水員和一些法籍醫生，立即參與救援。
機師把飛機在水面急降前，曾以廣播指示乘客穿上救生衣，並不要充氣，但不少乘客均將之充氣。當飛機墜海時，機艙隨即入水，把救生衣充氣的乘客因被浮力卡在天花板上，使他們無法游到水下艙門逃生，而被困在艙內溺死。
175名乘客和機員中，有125人死亡，包括3名劫機者。機長勒爾·阿巴特和機師尤納斯·麥庫里亞是僅餘的生還者之一。而知名新聞攝影師
穆罕默德·阿敏（Mohamed Amin）則在事件中死去。

## 乘客
這次空難的最終報告包括機上全部成員的名單及死傷情況。12名機組人員全數為埃塞俄比亞人，包括機長和副機長在內的6人生還，另外6人遇難。
乘客來自36個國家，包括劫機者在內的名單如下：
| 國籍       | 機上人數 | 生還者 |
| ---------- | -------- | ------ |
| 奥地利     | 1        | 0      |
| 比利时     | 1        | 0      |
|            | 2        | 0      |
| 喀麦隆     | 2        | 0      |
| 加拿大     | 1        | 0      |
|            | 1        | 0      |
| 刚果共和国 | 5        | 2      |
|            | 1        | 0      |
|            | 2        | 2      |
| 埃及       | 1        | 0      |
| 衣索比亞   | 19       | 3      |
| 法國       | 4        | 2      |
| 德国       | 1        | 0      |
| 匈牙利     | 1        | 0      |
| 印度       | 20       | 6      |
| 以色列     | 8        | 1      |
| 義大利     | 4        | 4      |
| 日本       | 2        | 1      |
|            | 14       | 6      |
|            | 1        | 0      |
| 賴索托     | 1        | 1      |
| 利比里亚   | 2        | 0      |
|            | 12       | 3      |
| 奈及利亞   | 23       | 4      |
| 巴基斯坦   | 1        | 0      |
|            | 1        | 0      |
|            | 1        | 0      |
| 斯里蘭卡   | 9        | 0      |
| 瑞典       | 2        | 0      |
| 瑞士       | 1        | 0      |
| 乌干达     | 1        | 1      |
| 乌克兰     | 4        | 3      |
| 英国       | 7        | 2      |
| 美国       | 5        | 3      |
| 葉門       | 1        | 0      |
|            | 1        | 0      |
| 總計       | 163      | 44     |

42名乘客在孟買登上該班機，包括：
- 3名美國人
- 9名尼日利亞人
- 9名斯里蘭卡人
- 19名印度人

其餘乘客均在亞的斯亞貝巴登機。

ET961號班機的座位圖，顯示遇難者和生還者的座位

機上175人中125人死亡，死者包括3名劫機者。根據事故報告，6名生還的機組人員和38名乘客重傷，2名乘客輕傷，4名乘客沒有受傷。死者中包括一名兒童。

## 事後
這宗劫機事件可能是最著名的空難之一，因為有度假人士以攝錄機紀錄整個墜毀的過程（页面存档备份，存于）。而這段影片後來成為空難調查的重要資料。
雖然最後失敗，但這次事件卻是少數大型客機在海上降落的例子，機長和副駕駛都獲得航空獎項，其中副駕駛到現在還在為埃塞俄比亞航空服務，而机长于2019年1月8日宣布退休。
國家地理頻道紀錄片系列《空難調查》（台灣譯《空中浩劫》，Air Crash Investigation），也在第三輯第6集回顧了這次事件。

## 相似事故
- 1963年蘇聯民航圖-124涅瓦河迫降事故 - 因起落架故障備降列寧格勒，但因燃油耗盡迫降於涅瓦河，無人死亡。
- 英國航空9號班機 - 該波音747客機的四個引擎因火山灰堵塞而熄火，最後關頭四個引擎重新啟動，飛機平安降落於雅加達。
- 荷蘭皇家航空867號班機 - 該波音747-400的四個引擎在阿拉斯加上空因火山灰堵塞熄火，後四個引擎重新啟動。平安降落在泰德·史蒂文斯安克雷奇國際機場。無人死亡，事後該機花費8000萬美元檢修。
- 哥倫比亞航空052號班機 - 因溝通問題，未能告知空管進入緊急狀態，結果飛機燃油用盡，墜毀於紐約長島，73人罹難。
- 越洋航空236號班機 - 肇事空中巴士A330客機因維修疏忽，致飛行中漏油且兩個引擎停止運作。最後飛機以滑翔方式降落於亞速爾群島的空軍基地，無人死亡。
- 加拿大航空143號航班 - 因維護人員錯誤計算燃料添加量，使執飛的波音767兩具引擎在往埃德蒙頓途中因燃油耗盡而失去動力，最後該航班在加拿大曼尼托巴省的一個廢棄軍用機場做滑翔降落，無人死亡。
- 突尼西亞國際航空1153號班機 - 因油量顯示器（Fuel Quantity Indicator）故障，而換上錯誤的油量顯示器。結果因油量不足，航行中途引擎停止運作，最後飛機在意大利海上迫降，機上39人中16人死亡。
- 全美航空1549號班機 - 該空中巴士A320在紐約拉瓜迪亞機場起飛一分鐘左右，飛機上兩具引擎都遭受鳥擊而失去動力，最後機長決定迫降在哈德遜河上，機上155人無人死亡。
- 復興航空235號班機空難 - 該班機因引擎故障及人為操作失誤導致飛機上兩具引擎都失去動力，最終墜毀於臺北市南港區基隆河，此事件為中華民國民航史上首次飛機墜毀於河川的事故。

## 外部連結
- Aviation Safety Network對事件的描述（页面存档备份，存于）
- CNN文章- 包含影片（页面存档备份，存于）(已不存在)
- AirDisaster.com.特殊報告
- 美國聯邦航空管理局(FAA)的報告[永久]
- Airliners.net 出事航機相片 （页面存档备份，存于）
- Flyteam.jp出事航機相片 （页面存档备份，存于）
- 出事航機影片(youtube) （页面存档备份，存于）